# 히가시타가와군

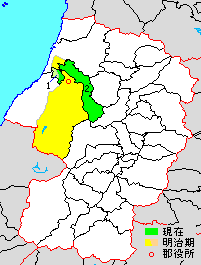
야마가타현 히가시타가와 군의 범위(1.미카와 정 2.쇼나이 정) (노란색은 메이지 시대의 영역, 초록색은 현재 영역)

히가시타가와군(일본어: 東田川郡, ひがしたがわぐん)은 일본 야마가타현의 군이다.
인구 25,710명, 면적 282.39km², 인구밀도 91명/km².(2025년 3월 1일, 추계인구)
이하 2정으로 구성된다.
- 쇼나이정(庄内町)
- 미카와정(三川町)

## 역사
- 2005년 7월 1일 - 아마루메 정과 다치카와 정이 합병해 쇼나이 정이 되었다
- 2005년 10월 1일 - 후지시마 정, 하구로 정, 구시비키 정, 아사히 촌이 쓰루오카 시 및 니시타가와 군 아쓰미 정과 합병해 쓰루오카시가 성립, 군에서 이탈하였다.